# Espaon
Espaon é uma comuna francesa na região administrativa de Occitânia, no departamento de Gers. Estende-se por uma área de 8,89 km². Em 2010 a comuna tinha 187 habitantes (densidade: 21 hab./km²).